# Pikosekunda
Pikosekunda (ps) – jednostka czasu w układzie SI równa jednej bilionowej sekundy:
1 ps = 10−12 s.
Jednostka stosowana w niektórych dziedzinach technicznych, zwłaszcza w telekomunikacji, a także w niektórych dziedzinach nauki, np. w fizyce cząstek.
- 1 ps to czas połowicznego rozpadu kwarka b
- ok. 3,3 ps to czas, w którym światło pokonuje drogę 1 mm